# Atletica leggera alla XXX Universiade - Salto triplo femminile
La specialità del salto triplo femminile all'Universiade di Napoli 2019 si è svolta tra il 10 e il 12 luglio 2019.

## Podio
| Oro     | Olha Korsun Ucraina      |
| Argento | Evelise Veiga Portogallo |
| Bronzo  | Neja Filipič Slovenia    |

## Risultati

### Qualificazioni
Si qualificano alla finale le atlete che saltano 13,90 m Q o le dodici migliori misure q.
| Posizione | Gruppo | Atleta                      | Nazione     | #1    | #2    | #3     | Risultato | Note                                     |
| --------- | ------ | --------------------------- | ----------- | ----- | ----- | ------ | --------- | ---------------------------------------- |
| 1         | B      | Olha Korsun                 | Ucraina     | 13.75 | x     | –      | 13.75     | q,                                       |
| 2         | A      | Anna Krasutska              | Ucraina     | 13.43 | 13.05 | 13.68  | 13.68     | q                                        |
| 3         | A      | Li Ying                     | Cina        | 13.24 | x     | 13.65w | 13.65w    | q                                        |
| 4         | B      | Neja Filipič                | Slovenia    | 13.53 | 13.53 | 13.61  | 13.61     | q                                        |
| 5         | B      | Evelise Veiga               | Portogallo  | x     | 13.51 | 13.59  | 13.59     | q                                        |
| 6         | B      | Ottavia Cestonaro           | Italia      | 13.55 | 13.41 | 13.20  | 13.55     | q                                        |
| 7         | A      | Mariya Ovchinnikova         | Kazakistan  | 13.41 | 13.17 | 13.28  | 13.41     | q                                        |
| 8         | A      | Parinya Chuaimaroeng        | Thailandia  | x     | 13.04 | 13.40  | 13.40     | q                                        |
| 9         | A      | Ana Margarida Oliveira      | Portogallo  | 13.20 | 13.19 | 13.27  | 13.27     | q,                                       |
| 10        | A      | Francesca Lanciano          | Italia      | 13.24 | 13.15 | 13.16  | 13.24     | q                                        |
| 11        | B      | Beyza Tilki                 | Turchia     | 13.14 | 13.24 | 13.03  | 13.24     | q                                        |
| 12        | A      | Zinzi Chabangu              | Sudafrica   | 12.88 | 12.93 | 13.19  | 13.19     | q                                        |
| 13        | A      | Emma Pullola                | Finlandia   | 13.10 | 13.16 | x      | 13.16     |                                          |
| 14        | B      | Kelly McKee                 | Stati Uniti | 13.15 | 11.92 | 12.48  | 13.15     |                                          |
| 15        | A      | Renu                        | India       | 12.84 | 13.01 | x      | 13.01     |                                          |
| 16        | B      | Rebecka Abrahamsson         | Svezia      | x     | x     | 12.93  | 12.93     | Miglior prestazione personale stagionale |
| 17        | B      | Dilyara Abuova              | Kazakistan  | 12.88 | x     | 12.89  | 12.89     |                                          |
| 18        | B      | Tahti Alver                 | Estonia     | x     | 12.76 | 12.72  | 12.76     |                                          |
| 19        | B      | Fu Luna                     | Cina        | x     | 12.75 | x      | 12.75     |                                          |
| 20        | B      | Monika Benserud             | Norvegia    | 12.69 | x     | 12.46  | 12.69     |                                          |
| 21        | A      | Andreea Simona Lefcenco     | Romania     | 12.39 | x     | 12.67  | 12.67     |                                          |
| 22        | B      | Niharika Vashisht           | India       | 12.44 | 12.58 | 12.59  | 12.59     |                                          |
| 23        | A      | Annabel Luuk                | Estonia     | 12.41 | x     | x      | 12.41     |                                          |
| 24        | B      | Kaoutar Selmi               | Algeria     | 12.33 | x     | 11.60  | 12.33     |                                          |
| 25        | A      | Hasini Probodha Balasooriya | Sri Lanka   | 12.25 | 12.22 | x      | 12.25     |                                          |

### Finale
| Posizione | Atleta                 | Nazione    | #1    | #2    | #3    | #4    | #5    | #6    | Risultato | Note                          |
| --------- | ---------------------- | ---------- | ----- | ----- | ----- | ----- | ----- | ----- | --------- | ----------------------------- |
|           | Olha Korsun            | Ucraina    | 13.40 | x     | 13.64 | 13.60 | x     | 13.90 | 13.90     | Miglior prestazione personale |
|           | Evelise Veiga          | Portogallo | 13.62 | x     | 13.81 | 11.37 | 13.79 | x     | 13.81     |                               |
|           | Neja Filipič           | Slovenia   | 13.21 | 13.42 | 11.13 | 13.08 | 13.73 | 13.14 | 13.73     |                               |
| 4         | Li Ying                | Cina       | 13.66 | x     | 13.48 | 13.14 | –     | 13.54 | 13.66     |                               |
| 5         | Anna Krasutska         | Ucraina    | 13.23 | x     | 13.56 | 13.46 | 13.32 | 13.51 | 13.56     |                               |
| 6         | Francesca Lanciano     | Italia     | 13.43 | 13.46 | 13.40 | 13.30 | 13.34 | 13.18 | 13.46     |                               |
| 7         | Zinzi Chabangu         | Sudafrica  | 13.21 | 13.25 | 13.42 | 13.16 | 11.74 | 13.24 | 13.42     |                               |
| 8         | Mariya Ovchinnikova    | Kazakistan | 13.37 | 13.19 | 13.15 | 13.24 | 13.18 | 13.15 | 13.37     |                               |
| 9         | Ottavia Cestonaro      | Italia     | 13.32 | x     | 11.69 |       |       |       | 13.32     |                               |
| 10        | Beyza Tilki            | Turchia    | 13.24 | 12.89 | x     |       |       |       | 13.24     |                               |
| 11        | Parinya Chuaimaroeng   | Thailandia | x     | 12.88 | 13.18 |       |       |       | 13.18     |                               |
| 12        | Ana Margarida Oliveira | Portogallo | 12.63 | 12.98 | 13.02 |       |       |       | 13.02     |                               |